# René Gosse
Pour les articles homonymes, voir Gosse.
René Gosse, né le 16 août 1883 à Clermont-l'Hérault et mort le 22 décembre 1943 à Saint-Ismier, est un mathématicien, doyen d'université et résistant français.

## Biographie
Reçu à l’École normale supérieure de la rue d'Ulm en 1904, il adhère à la SFIO. Il fait la guerre de 1914-1918 comme adjudant. Il est blessé et décoré de la croix de guerre. En 1921, il est délégué lors du Congrès de Tours. Partisan de l'adhésion à la Troisième Internationale, il rejoint brièvement les rangs du parti communiste.
Toujours en 1921, il est nommé, à Grenoble, maître de conférences puis professeur et élu doyen de l'université des sciences en 1927.
Lors des élections municipales de 1929, il est élu à Grenoble sur la liste socialiste de Paul Mistral, comme lui cofondateur du Comité de vigilance des intellectuels antifascistes à Grenoble. La même année, il s'installe avec son épouse Lucienne à La Tronche.
Situé à la droite de la SFIO, il a refusé de faire scission comme les néo-socialistes dont il était proche.
Après la débâcle de 1940, René Gosse ne tarde pas à rejoindre la Résistance, notamment les Réseaux Marco Polo, puis Jade-Amicol. Il faisait partie de l'organigramme de l'Armée Secrète.
L'automne 1943 est fatal à de nombreux réseaux de résistance alpins lors de la Saint-Barthélemy grenobloise. Refusant de quitter son domicile, René Gosse y est arrêté par la Milice et retrouvé assassiné avec son fils Jean (1915-1943), le 22 décembre à Saint-Ismier. Les deux hommes avaient été abattus la veille après 21 heures.

## Hommage et odonymie
En hommage, une place et le bâtiment universitaire situé sur celle-ci portent son nom à Grenoble ainsi que de nombreuses rues de l'agglomération comme à Saint-Ismier ou à La Tronche. Ainsi qu'un lycée portant son nom dans sa ville natale, Clermont-l'Hérault.
René Gosse, son fils Jean, puis son épouse Lucienne ont été inhumés dans un mémorial à la sortie de Saint-Ismier, édifié par Auguste Perret autour d'un ancien four à chaux. En 2023, une plaque est inaugurée en son honneur, rue du doyen Gosse à La Tronche.

## Distinctions
- Officier de la Légion d'honneur (9 janvier 1931)[4]
- Croix de guerre 1914–1918
- Officier d'académie